# (9755) 1990 RR2
A (9755) 1990 RR2 a Naprendszer kisbolygóövében található aszteroida. Henry Holt fedezte fel 1990. szeptember 15-én.